# Rubite
Rubite település Spanyolországban, Granada tartományban. Rubite Lújar, Órgiva és Polopos községekkel határos. Lakosainak száma 426 fő (2024).

## Népesség
A település népessége az elmúlt években az alábbi módon változott:
| Lakosok száma | 365  | 492  | 468  | 432  | 456  | 455  | 377  | 394  | 384  | 426  |
|               | 2001 | 2004 | 2006 | 2009 | 2011 | 2014 | 2016 | 2019 | 2021 | 2024 |